# 福岡大学人文学部フランス語学科
福岡大学人文学部フランス語学科は、日本の福岡県福岡市城南区にある福岡大学の人文学部に属する一学科である。1969年に設置され、2022年7月現在、大阪以西では唯一「フランス語学科」の名を冠する学科である。

## 概要
1学年の学生定員は50名。教員は、フランス文学7名、フランス語学3名、フランス語教育学1名、スペイン語学1名の専門家がおり、このうちフランス語ネイティブ教員はフランス人2名と日本人1名の計3名である。

## 特徴
- ベルギーのルーヴァン・ラ・ヌーヴでの3週間の集中フランス語研修と1週間のパリ訪問による「フランス語圏現地研修」をカリキュラムに組み込んでいる[3]。
- フランスだけでなく多言語国家であるスイスを扱った科目「ヨーロッパ表象文化特講」や、フランス語だけでなくヨーロッパの言語を広く取り上げる「ヨーロッパ言語文化特講」、「ヨーロッパ地域文化特講」等の科目がある[4]。
- 福岡大学人文学部ドイツ語学科と共同運営する「ヨーロッパ特別コース」があり、「日本語リテラシー」「クロスカルチュラルリテラシー」等がある。[5]。

## 歴史
| 年     | 出来事                                                                                       |
| ------ | -------------------------------------------------------------------------------------------- |
| 1969年 | 福岡大学人文学部の設置とともに「仏語学科」として設置される。                                 |
| 1995年 | 「仏語学科」から「フランス語学科」に改称。                                                   |
| 1997年 | ルーヴァン・カトリック大学と交換留学の協定を結ぶ。                                           |
| 1998年 | 「海外語学研修」（現「フランス語圏現地研修」）をカリキュラムに組み込み、単位認定を開始する。 |
| 2006年 | パリ・ディドロ大学（現パリ・シテ大学）と交換留学の協定を結ぶ。                               |
| 2016年 | 「フランス語圏コース」と「ヨーロッパ特別コース」の2コース制を開始。                          |
| 2020年 | 「2019年度文部科学大臣賞団体賞」を受賞。                                                     |